# Maurice (film)
Maurice è un film del 1987 diretto da James Ivory, con James Wilby e Hugh Grant tratto dall'omonimo romanzo di E. M. Forster.

## Trama
Università di Cambridge, 1909. Maurice Hall, giovane studente universitario, si innamora del compagno di studi Clive Durham e vive con lui un difficile rapporto amoroso, privo di qualsiasi fisicità, che porta però il giovane Maurice a una consapevolezza più profonda del proprio orientamento sessuale. Clive ha sempre inteso il loro rapporto a livello platonico, portando Maurice ad un esaurimento ed alla consapevolezza che non sarà mai ricambiato come vorrebbe. Destinato a una brillante carriera di avvocato, Clive decide di rompere definitivamente il suo legame sconveniente con Maurice e si sposa, ma Maurice trova conforto tra le braccia di Alec, che al contrario di Clive riesce ad amare e ad apprezzare Maurice. Per amore, infatti, Alec rifiuterà di partire in Argentina con la sua famiglia.

## Produzione
Prodotto dalle società Merchant Ivory Productions, Cinecom Pictures e Film Four International. Le pellicola venne girata in vari luoghi di Londra, Cambridge, Gloucester, Wiltshire e Segesta.
Il film, a tematica omosessuale, si basa sul romanzo omonimo scritto da Edward M. Forster nel 1917 e pubblicato postumo nel 1971. Forster, durante l'elaborazione del romanzo, sostenne in una lettera che il lieto fine, per una storia simile, era obbligatorio.

## Differenze dal romanzo
- All'inizio del film, Maurice ha 11 anni anziché 14 come all'inizio del romanzo.
- Nel romanzo Maurice ha i capelli neri, mentre nel film li ha biondi.
- Il film omette quasi tutti i dialoghi filosofici del romanzo e molte sottotrame, come il desiderio sessuale di Maurice per il giovane Dickie. Le scene che trattano di questa sottotrama sono state girate ma non furono incluse nel montaggio finale.
- Il film espande il personaggio di Lord Risley e lo vede condannato a sei mesi di lavori forzati per condotta omosessuale; nel romanzo, non viene mai incarcerato. In una scena eliminata (uscita per la prima volta nell'edizione DVD del 2002 della Cohen Media), Risley si suicida.
- Nel romanzo, la dimora della famiglia Durham è Penge, al confine tra Wiltshire e Somerset; nel film, la casa di campagna si trova a Pendersleigh Park.
- L'ipnotizzatore Lasker-Jones appare nel film molto più che nel romanzo; è la persona più comprensiva della situazione psicologica e sociale di Maurice.

## Distribuzione
Il film venne distribuito in varie nazioni, fra cui:
- Italia: settembre 1987
- Canada: 15 settembre 1987
- Stati Uniti d'America: 18 settembre 1987
- Francia: 9 dicembre 1987
- Svezia: 25 dicembre 1987
- Germania: 28 gennaio 1988
- Finlandia: 29 gennaio 1988
- Giappone: 30 gennaio 1988
- Argentina: 11 agosto 1988

## Incassi
Il film ha incassato un totale di 2.438.304 dollari negli USA e nella prima settimana 49.278.

## Riconoscimenti
- Premio Oscar (1988)
  - Candidatura per i migliori costumi a Jenny Beavan e John Bright
- Mostra internazionale d'arte cinematografica di Venezia (1987)
  - Coppa Volpi per la migliore interpretazione maschile (Hugh Grant e James Wilby)
  - Leone d'argento - Premio speciale per la regia a James Ivory
  - Migliori musiche a Richard Robbins